# Toosie Slide
Toosie Slide è un singolo del rapper americano-canadese Drake, pubblicato il 3 aprile 2020 come primo estratto dal settimo mixtape Dark Lane Demo Tapes.

## Video musicale
Il video, diretto da Theo Skudra, è stato reso disponibile il 3 aprile 2020 in concomitanza con l'uscita del brano.

## Tracce
Testi e musiche di Aubrey Graham e Ozan Yildirim.
1. Toosie Slide – 4:07

## Formazione
- Drake – voce
- OZ – produzione
- Noah "40" Shebib – missaggio
- Noel Cadastre – assistenza al missaggio, registrazione
- Chris Athens – mastering

## Successo commerciale

### Stati Uniti d'America
Nella Billboard Hot 100 il brano è divenuto il 209º ingresso dell'interprete dopo aver debuttato in vetta alla classifica grazie a 55,5 milioni di riproduzioni in streaming e 25 000 copie digitali, diventando la settima numero del rapper negli Stati Uniti. Durante la sua seconda settimana è stato spodestato da Blinding Lights di The Weeknd. Nel corso della settimana è risultato il secondo brano più scaricato con 16 000 download digitali, ha totalizzato 37,2 milioni di stream, un calo del 33% rispetto alla settimana precedente ed ha aumentato del 38% i propri ascoltatori radiofonici a 47,8 milioni. La settimana seguente, seppur registrando un declino in streaming e in copie digitali, ha mantenuto la 2ª posizione grazie a 31,5 di riproduzioni in streaming, 12 000 copie digitali e 58,3 milioni di audience radiofonica, un aumento di quest'ultima del 22%. Durante la sua quarta settimana è sceso al 3º posto, seppur diventando il 23º ingresso del rapper nella top ten della Radio Songs, aumentando i propri ascoltatori radiofonici del 16% a 67,9 milioni ed eguagliando così Mariah Carey per il secondo maggior numero di entrate in top ten di tale classifica. In seguito alla pubblicazione di Dark Lane Demo Tapes, il brano è sceso di un'altra posizione.

### Europa
Nella classifica dei singoli britannica, Toosie Slide ha esordito al numero 2 nella sua prima settimana d'uscita grazie a 63 949 unità di vendita, diventando la diciannovesima top ten dell'interprete nella Official Singles Chart. La settimana successiva è sceso alla 3ª posizione, aggiungendo altre 56 269 unità al suo totale. Durante la sua terza settimana di permanenza è calato di un altro posto ed ha accumulato 51 460 unità. In seguito all'uscita di Dark Lane Demo Tapes, ha raggiunto la vetta, totalizzando nel corso della settimana 49 187 unità e divenendo il sesto singolo numero del rapper in territorio britannico. La settimana seguente è stato spodestato da Rockstar di DaBaby e ha aggiunto altre 39 542 vendite al suo totale. In Irlanda è divenuto il quattordicesimo ingresso in top ten dell'artista dopo aver debuttato alla 2ª posizione, rimanendo bloccato da Roses di Saint Jhn. Durante la settimana del 7 maggio 2020 ha raggiunto la vetta, divenendo il terzo singolo del rapper ad eseguire tale risultato nella classifica irlandese. Ha mantenuto la medesima posizione per una seconda settimana consecutiva.

### Australia
In Australia la canzone ha fatto il proprio ingresso al numero 3, diventando la tredicesima top ten del rapper nella classifica nazionale.

## Classifiche

### Classifiche settimanali
| Classifica (2020) | Posizione massima |
| ----------------- | ----------------- |
| Australia         | 3                 |
| Austria           | 2                 |
| Belgio (Fiandre)  | 6                 |
| Belgio (Vallonia) | 7                 |
| Canada            | 2                 |
| Costa Rica        | 20                |
| Croazia           | 69                |
| Danimarca         | 1                 |
| Estonia           | 2                 |
| Finlandia         | 4                 |
| Francia           | 4                 |
| Germania          | 2                 |
| Grecia            | 1                 |
| Irlanda           | 1                 |
| Islanda           | 9                 |
| Italia            | 7                 |
| Lettonia          | 2                 |
| Libano            | 3                 |
| Lituania          | 2                 |
| Malaysia          | 2                 |
| Norvegia          | 4                 |
| Nuova Zelanda     | 1                 |
| Paesi Bassi       | 2                 |
| Portogallo        | 1                 |
| Regno Unito       | 1                 |
| Repubblica Ceca   | 5                 |
| Romania           | 43                |
| Singapore         | 1                 |
| Slovacchia        | 4                 |
| Spagna            | 39                |
| Stati Uniti       | 1                 |
| Svezia            | 3                 |
| Svizzera          | 2                 |
| Ungheria          | 3                 |

### Classifiche di fine anno
| Classifica (2020) | Posizione |
| ----------------- | --------- |
| Australia         | 37        |
| Austria           | 39        |
| Belgio (Fiandre)  | 59        |
| Belgio (Vallonia) | 40        |
| Canada            | 32        |
| Danimarca         | 44        |
| Francia           | 65        |
| Germania          | 37        |
| Irlanda           | 29        |
| Islanda           | 73        |
| Nuova Zelanda     | 49        |
| Paesi Bassi       | 51        |
| Portogallo        | 16        |
| Regno Unito       | 25        |
| Stati Uniti       | 32        |
| Svezia            | 51        |
| Svizzera          | 33        |
| Ungheria          | 35        |
| Classifica (2021) | Posizione |
| Portogallo        | 197       |